# Эммануэль Франсуа Жозеф Баварский
Эммануэль Франсуа Жозеф, граф Баварский (фр. Emmanuel-François-Joseph, comte de Bavière; 17 мая 1695 — 2 июля 1747, Лауфельд (близ Маастрихта), маркиз де Вильясерф, испанский гранд 1-го класса — французский генерал.

## Биография
Внебрачный сын курфюрста Баварского Максимилиана II Эммануэля и Агнес Франсуаз Ле Лушье, графини Арко.
Был легитимирован 20 ноября 1695, получил титул графа и ренту в 400 тыс. ливров, обеспеченную доходом от Гааги и её округи. В 1706 вместе с отцом, изгнанным войсками антифранцузской коалиции из Баварии, а затем из Испанских Нидерландов, нашел убежище во Франции.
Поступил на французскую службу, 1 января 1709 получил Королевский Баварский полк немецкой пехоты, которым в 1710—1713 командовал, находясь в составе Рейнской армии. В 1713 участвовал в осаде Ландау, поражении генерала Вобонна, осаде и взятии Фрайбурга.
1 февраля 1719 произведен в бригадиры, 14 марта 1723 возведен в достоинство испанского гранда 1-го класса.
Натурализован во Франции жалованой грамотой в мае 1725. С началом войны за Польское наследство 15 сентября 1733 направлен в Рейнскую армию. Участвовал в осаде и взятии Келя, приказом от 1 ноября на зиму был отправлен в Страсбур.
20 февраля 1734 произведен в лагерные маршалы, 1 апреля снова послан в Рейнскую армию, принимал активное участие в осаде Филиппсбурга.
1 мая 1735 вновь определен в Рейнскую армию, которая в кампанию того года не вела активных боевых действий.
1 марта 1738 произведен в лейтенант-генералы.

### Война за Австрийское наследство
20 июля 1741 направлен в армию, посланную на помощь курфюрсту Баварскому. Отправился в Мюнхен, где представлял интересы короля Франции при дворе своего единокровного брата, императора Карла VII. Следовал за ним с войсками, присутствовал при взятии Праги, был назначен её военным губернатором. Оставался им в течение всего 1742 года, участвовал в обороне города. Покинув Прагу с отступавшими войсками, вернулся во Францию со 2-й дивизией.
1 мая 1743 направлен в Рейнскую армию, участвовал в битве при Деттингене. Закончил кампанию под началом маршала Ноайя в Нижнем Эльзасе.
В феврале 1744 отправлен чрезвычайным послом к императору; взял у короля отпуск, чтобы отправиться во Франкфурт, и, хотя 1 апреля был назначен в Рейнскую армию, остался при своем брате и в ноябре-декабре служил в баварской армии под командованием Зекендорфа и графа де Сегюра.
После смерти императора в январе 1745 и заключения его сыном мира с Марией Терезией, вернулся во Францию, где 1 мая был направлен во Фландрскую армию короля. 27-го был назначен генеральным лейтенантом Пикардии, района Сантерра и губернатором городов Перонны, Мондидье и Руа. Участвовал в осаде Турне и битве при Фонтенуа.
1 мая 1746 направлен в армию принца де Конти, участвовал в осаде Монса. 1 сентября присоединился к армии Морица Саксонского, сражался в битве при Року.
1 мая 1747 снова назначен во Фландрскую армию короля, сражался в битве при Лауфельде, где погиб от артиллерийского огня.

## Семья
Жена (с 1736): Мария Йозефа Баварская, графиня Хоэнфельс (1720—1797), внебрачная дочь его единокровного брата Карла VII Альбрехта (1697—1745) и Марии Каролины Шарлотты фон Ингельхейм (1704—1749).
Дочь:
- Мария Амелия Каролина Йозефа Ксавьера фон Виттельсбах (1744—1820), маркиза де Вильясерф. Муж (3.02.1761, развод): маркиз Арман д’Отфор (1741—1805).

В молодости был одним из любовников Луизы Анны де Бурбон-Конде (1695—1798), мадмуазель де Шароле, дочери принца Луи III де Конде и Луизы Франсуазы де Бурбон.